# Vélo d'or 2024
Navigation
Édition précédente Édition suivante
Le Vélo d'or 2024 est une récompense attribuée par le magazine Vélo Magazine, récompensant les meilleur(e)s cyclistes de la saison 2024.
Lors de cette édition, un nouveau trophée est créé : le trophée Chris Hoy, qui récompense le meilleur coureur ou la meilleure coureuse dans les disciplines olympiques.
C'est la 33e édition du Vélo d'or pour les hommes, et la 3e édition pour les femmes.

## Réglement
En 2024, un jury composé de 41 journalistes internationaux spécialisés dans le cyclisme, élisent les Vélo d'or hommes et femmes (40 journalistes pour le trophée Chris Hoy). Ils donnent un classement de cinq coureurs choisis dans une liste de dix finalistes, selon le barème suivant :
| Choix  | Premier | Deuxième | Troisième | Quatrième | Cinquième |
| ------ | ------- | -------- | --------- | --------- | --------- |
| Points | 5       | 4        | 3         | 2         | 1         |

## Vélo d'or hommes
Les dix nommés pour le Vélo d'or masculin sont connus le 14 octobre 2024, et les résultats le 6 décembre 2024.
| Rang | Coureur              | Équipe                     | Nationalité | Points | %       |
| ---- | -------------------- | -------------------------- | ----------- | ------ | ------- |
| 1    | Tadej Pogačar        | UAE Emirates               | Slovénie    | 205    | 33,33 % |
| 2    | Remco Evenepoel      | Soudal Quick-Step          | Belgique    | 151    | 24,55 % |
| 3    | Mathieu van der Poel | Alpecin-Deceuninck         | Pays-Bas    | 110    | 17,89 % |
| 4    | Primož Roglič        | Red Bull-Bora-Hansgrohe    | Slovénie    | 64     | 10,41 % |
| 5    | Jonas Vingegaard     | Visma-Lease a Bike         | Danemark    | 35     | 5,69 %  |
| 6    | Biniam Girmay        | Intermarché-Wanty          | Érythrée    | 25     | 4,06 %  |
| 7    | Ben O'Connor         | Decathlon AG2R La Mondiale | Australie   | 9      | 1,46 %  |
| 8    | Marc Hirschi         | UAE Emirates               | Suisse      | 7      | 1,14 %  |
| 8    | Tim Merlier          | Soudal Quick-Step          | Belgique    | 7      | 1,14 %  |
| 10   | Matteo Jorgenson     | Visma-Lease a Bike         | États-Unis  | 2      | 0,32 %  |

## Vélo d'or femmes
Les dix nommées pour le Vélo d'or féminin sont connues le 14 octobre 2024, et les résultats le 6 décembre 2024.
| Rang | Coureur              | Équipe              | Nationalité | Points | %       |
| ---- | -------------------- | ------------------- | ----------- | ------ | ------- |
| 1    | Lotte Kopecky        | SD Worx-Protime     | Belgique    | 186    | 30,24 % |
| 2    | Demi Vollering       | SD Worx-Protime     | Pays-Bas    | 131    | 21,30 % |
| 3    | Katarzyna Niewiadoma | Canyon-SRAM Racing  | Pologne     | 101    | 16,42 % |
| 4    | Elisa Longo Borghini | Lidl-Trek           | Italie      | 96     | 15,61 % |
| 5    | Grace Brown          | FDJ-Suez            | Australie   | 43     | 6,99 %  |
| 6    | Marianne Vos         | Visma-Lease a Bike  | Pays-Bas    | 25     | 4,06 %  |
| 7    | Kristen Faulkner     | EF-Oatly-Cannondale | États-Unis  | 18     | 2,93 %  |
| 8    | Lorena Wiebes        | SD Worx-Protime     | Pays-Bas    | 11     | 1,79 %  |
| 9    | Évita Muzic          | FDJ-Suez            | France      | 0      | 0,00 %  |
| 9    | Pauliena Rooijakkers | Fenix-Deceuninck    | Pays-Bas    | 0      | 0,00 %  |

## Trophée Eddy Merckx hommes: meilleur coureur de classiques
Les cinq nommés pour le trophée Eddy Merckx sont connus le 14 octobre 2024, et les résultats le 6 décembre 2024.
| Rang | Coureur              | Équipe             | Nationalité | Points | %       |
| ---- | -------------------- | ------------------ | ----------- | ------ | ------- |
| 1    | Tadej Pogačar        | UAE Emirates       | Slovénie    | 186    | 30,24 % |
| 2    | Mathieu van der Poel | Alpecin-Deceuninck | Pays-Bas    | 175    | 28,45 % |
| 3    | Jasper Philipsen     | Alpecin-Deceuninck | Belgique    | 110    | 17,89 % |
| 4    | Marc Hirschi         | UAE Emirates       | Suisse      | 81     | 13,17 % |
| 5    | Mads Pedersen        | Lidl-Trek          | Danemark    | 63     | 10,24 % |

## Trophée Eddy Merckx femmes: meilleure coureuse de classiques
Les cinq nommées pour le trophée Eddy Merckx sont connues le 14 octobre 2024, et les résultats le 6 décembre 2024.
| Rang | Coureur              | Équipe             | Nationalité | Points | %       |
| ---- | -------------------- | ------------------ | ----------- | ------ | ------- |
| 1    | Lotte Kopecky        | SD Worx-Protime    | Belgique    | 200    | 32,52 % |
| 2    | Elisa Longo Borghini | Lidl-Trek          | Italie      | 147    | 23,90 % |
| 3    | Marianne Vos         | Visma-Lease a Bike | Pays-Bas    | 120    | 19,51 % |
| 4    | Lorena Wiebes        | Team SD Worx       | Pays-Bas    | 91     | 14,80 % |
| 5    | Elisa Balsamo        | Lidl-Trek          | Italie      | 57     | 9,27 %  |

## Trophée Chris Hoy: meilleur(e) coureur(se) dans les disciplines olympiques
Les cinq nommé(e)s sont connu(e)s le 14 octobre 2024, et les résultats le 6 décembre 2024.
| Rang | Coureur          | Équipe                    | Nationalité      | Points | %       |
| ---- | ---------------- | ------------------------- | ---------------- | ------ | ------- |
| 1    | Harrie Lavreysen | Équipe nationale de piste | Pays-Bas         | 188    | 31,33 % |
| 2    | Ellesse Andrews  | Équipe nationale de piste | Nouvelle-Zélande | 131    | 21,83 % |
| 3    | Joris Daudet     | Équipe nationale de BMX   | France           | 106    | 17,66 % |
| 4    | Tom Pidcock      | Ineos Grenadiers          | Grande-Bretagne  | 99     | 16,50 % |
| 5    | Alan Hatherly    | Cannondale Factory Racing | Afrique du Sud   | 76     | 12,66 % |